# Шарлевиль-Мезьер
Шарлеви́ль-Мезье́р (фр. Charleville-Mézières) — город на северо-востоке Франции, префектура (административный центр) департамента Арденны (регион Гранд-Эст). Население — 49975 человек (2009).

## География
Через Шарлевиль-Мезьер протекает река Маас, русло которой, образуя множество извилин, разделяет Шарлевиль и Мезьер. Долина реки, в месте расположения города, подвержена наводнениям; особенно сильные имели место в декабре 1993 года и в январе 1995 года.
Шарлевиль-Мезьер расположен на самой границе, разделяющей Северо-Французскую низменность (к югу от города) и Арденнский горный массив (севернее города), причём над городом доминирует гора Олимп высотой 196 метров. Площадь города, после слияния коммун, составляет 3144 га, а высота местности в городской черте составляет 150 метров.
Город располагается на севере департамента Арденны, на расстоянии в 87 км к северо-востоку от Реймса и в 239 км от Парижа; в 130 км на востоке находится Люксембург, а в 90 км на севере — бельгийские города Шарлеруа и в 150 км Брюссель.
Граница с Бельгией находится всего в 15 километрах от города.

## История
Коммуна Шарлевиль-Мезьер образована в 1966 году в результате административного объединения пяти давно существовавших коммун — Шарлевиль (фр.), Этьон (фр.), Мезьер (фр.), Моон (фр.), Монси-Сен-Пьер (фр.)). Префектурой департамента до объединения городов был Мезьер.

### Кастрис и Мезьер
Изначально, на холме в излучине Мааса римляне основали поселение Кастрис (лат. Castricum). Именно здесь пролегала древняя римская дорога, соединяющая Реймс (тогда Дурокорторум) и Кёльн (тогда Колония Агриппинцев).
В Верденском договоре 843 года, по которому франкская империя Карла Великого была разделена между его сыновьями, граница между Западно-Франкским королевством (из которого позже возникла Франция) и Срединным королевством проходила именно по реке Маас. Очень скоро Срединное королевство, в свою очередь, было разделено на части, и на севере находилось королевство Лотарингия. Частью королевства Лотарингии являлось графство Кастрис (лат. Pagus Castricius), административно соответствовавшее римскому пагу.
Что касается Мезьера, то это поселение предположительно основано в 899 году. Этимология названия Мезьер восходит к латинскому слову Maceriae, означавшему развалины или укрепления.
Поселение Кастрис было уничтожено пожаром в X веке; Эрлебад, граф Кастриса, возвёл новую цитадель неподалёку, на территории Мезьера. Возведённые тогда оборонительные укрепления, позже модернизированные, сохраняются и в наши дни на треть своей первоначальной длины. Сохранились Бургундские ворота, Башня короля и Башня Милларда. Сама цитадель и соседний Мезьер располагались на правом берегу Мааса и, следовательно, относились к владениям французских королей.
Церковь Нотр-Дам д’Эсперанс в Мезьере строили с 1499 года по 1611 год. В ноябре 1571 года здесь состоялась церемония венчания короля Карла IX и Елизаветы Австрийской. В 1946 году церковь станет базиликой. При последующей реставрации были использованы витражи Рене Дюррбаха, соавтора Пабло Пикассо.
В 1521 году французский рыцарь Пьер Баярд вместе с 1000 воинов защитил город Мезьер от многотысячной армии императора Карла V.
Осада 1521 года имела большое значение для дальнейшего развития городка. Важность Мезьера для защиты французского королевства была доказана на деле, и город, ставший крепостью и заключённый в рамки оборонительных сооружений, приостановил своё развитие. Когда Карл Гонзага в 1606 году создал на землях суверенного княжества Арш новый город Шарлевиль, численность населения Мезьера быстро пошла на убыль — с 1600 семей до 200.

### Арш и Шарлевиль
Маленький городок Арш существовал задолго до появления города Шарлевиля, и даже поселения Мезьер. Отдельные свидетельства существования населённого пункта датируются галло-римской эпохой, но по большей части мы видим свидетельства эпохи династии Каролингов (до 800 года). Историки не имеют единого мнения о происхождении названия Арш; одна из версий говорит о существовании моста, имевшего множество арочных пролётов, пересекавшего реку возле горы Олимп.
Арш располагался к северо-западу от современной Герцогской площади, на месте улиц Jean Baptiste Clément, Noël, Condé, Baron-Quinart, Daga, de l’Orme, d’Euskirchen (образуя древний двор Нёвилль) и площади place de Condé.
6 мая 1606 года, в день своего 26-летия, Карл I Гонзага (1580—1637), герцог Невера и герцог Ретеля (под именем Карл III), принял решение основать город Шарлевиль в качестве столицы своего нового суверенного княжества Арш. На основании истории древнего графства Кастрис король Карл IX в 1570 году, находясь по случаю своей свадьбы в соседнем Мезьере, признал суверенитет этой крохотной территории. Так возникло суверенное княжество Арш.
Выбранное место находилось в 45 километрах к северу от прежней столицы — Ретель — в двойной излучине Мааса. Крепость Мезьер уже прикрывала доступ к излучине с юга, на левом берегу. Сам Шарлевиль расположился севернее у следующей излучины реки, на стороне посёлка Арш; а крепость, располагавшаяся к северу от Шарлевиля, на месте древнего поселения Кастрис во второй излучине, прикрывала город с севера.
Выгода местоположения нового города была в его расположении на землях бывшего графства Кастрис, зависимого от Священной Римской империи, и поэтому свободного от экономических законов французского королевства.
При этом развитию любой деятельности в соседнем Мезьере препятствовал статус военного города и принудительная торговля с французским королевством. Торговцы, переехавшие из Мезьера в Шарлевиль, получали полную свободу торговли с городами на севере, среди которых Динан, Шарлеруа, Намюр и Льеж, а главное, они освобождались от уплаты одного из самых ненавистных налогов в стране — налога на соль. Новый герцогский город, таким образом, стал соперничать с находящимся неподалёку Седаном, столицей другого суверенного княжества, которое стало вотчиной протестантов.
По всей видимости, поселению Арш удалось избежать массового сноса своих жилищ в период строительства новой княжеской столицы, Шарлевиля. Стройка развернулась немного в стороне, и на плане города можно легко видеть, как беспорядочно организованные улочки старого поселения нарушают размеренность улиц и проспектов нового города. Известно о двух сооружениях, исчезнувших незадолго до начала строительства нового города, старый феодальный замок и приходская церковь. Установить их точное местоположение пока не удалось.
На территории старого поселения Арш отсутствовал мост через Маас. Вместо этого на реке был паромщик с лодкой, оставшийся не у дел после строительства большого моста из кирпича и камня. Мельница в Арше располагалась не на Маасе, а чуть в стороне от поселения на ручье Этьон.
Карл Гонзага пригласил архитектора Клемента Метезо, брата известного Первого королевского архитектора Луи Метезо, проектировавшего Королевскую площадь (Площадь Вогезов) в Париже.
Его работы начались с Герцогской площади в Шарлевиле, которая стала очень напоминать парижскую площадь Вогезов.
Новый город, планировка которого выполнялась по гипподамовой системе, строился с использованием синей шиферной кровли, тёсаного камня охрового цвета, красного кирпича и вскоре эти три цвета перешли на флаг города. А сам Шарлевиль стал новым экономическим центром Арденн.

### Шарлевиль и Мезьер

#### Развитие Шарлевиля
В 1608 году 28-летний Карл I Гонзага провозгласил Шарлевиль столицей суверенного княжества Арш, и монашеским городом, что позволило ему укрепить своё влияние на севере Европы, в двух шагах от двух богатейших регионов, графства Фландрии и графства Голландии.
В 1611 году Карл покупает у принца Конти гору Кастеле, по сути, холм в непосредственной близости от Шарлевиля, и на котором было расположено галло-романское поселение Кастрис. Карл переименовал её в «Гору Олимп» и первоначально она станет символом города и всего княжества. Затем, после разрушения крепости в 1686 году, она станет деревней Монси-Сен-Пьер, которая в наше время будет включена в состав города.
Было построено большое количество религиозных и гражданских сооружений:
- В 1612 году начаты работы по сооружению цитадели на горе Олимп; они будут завершены в 1635 году
- В 1616 году — колледж Иезуитов
- В 1620 году — обитель Кармелиток
- В 1620 году — церковь Капуцинов
- В 1622 году — монастырь Гробницы
- В 1623 году — обитель Ордена христианских рыцарей (фр. Оrdre de la Milice Chrétienne), служившая больницей
- В 1624 году — мост, связавший город и гору Олимп
- В 1626 году — общинная мельница
- В 1627 году — часовня при колледже Иезуитов.

В 1667 году была основана оружейная мануфактура.
В 1748 году, по предложению командующего крепостью Шарлевиля Николя де Шатильона, военный министр, граф д’Аржансон открыл Королевскую инженерную школу Мезьера. Из стен этого образовательного учреждения, куда принимались исключительно юные аристократы, выходило большинство военных инженеров вплоть до наступления эпохи Первой империи. Сейчас в этом здании расположена префектура департамента Арденны.

#### Великая французская революция
В ходе массовых расправ революционной толпы в Шарлевиле 4 сентября 1792 года по обвинению в измене был убит комендант крепости. Он стал жертвой добровольцев 34-го пехотного полка.

#### XIX и XX столетия
На протяжении XIX и XX веков город развивался преимущественно благодаря металлургической промышленности (многочисленные малые цеха и мастерские).
Город прошёл тяжелые испытания в каждом вооружённом конфликте. Во время Франко-прусской войны неподалёку, в Седане, в 1871 году пала Вторая империя.
Во время Первой мировой войны в городе располагался генеральный штаб германского Кронпринца и артиллерийскими обстрелами была разрушена ратуша Мезьера, где находилась городская больница. Новая ратуша в стиле ар-деко была торжественно открыта в 1933 году Президентом республики Альбером Лебреном, чья супруга была родом из Мезьера. Новая больница получила имя Манчестер, поскольку жители этого британского города участвовали в строительстве.
И, наконец, во время Второй мировой войны город был почти пустым, поскольку все жители были принудительно эвакуированы и квартал площади Невер был охвачен огнём несколько дней без вмешательства пожарных. Во всей Франции порядок обязательной эвакуации применялся только к двум департаментам — Арденны и Нижний Рейн. Каждая коммуна департамента была «связана» с какой-либо коммуной департамента Дё-Севр, куда поездами были отправлены все архивы департамента.

#### Слияние двух городов
В 1965 году произошло объединение коммун Мезьер и Тё. Затем, в 1966 году к объединению были добавлены коммуны Шарлевиль, Этьон, Монси-Сен-Пьер и Моон, образуя город Шарлевиль-Мезьер.

#### Наводнения
В декабре 1993 года город Шарлевиль-Мезьер оказался в зоне «наводнения века», когда уровень воды в Маасе поднялся на 5 метров выше своего нормального уровня. Вскоре, в январе 1995 года последовало ещё более сильное наводнение, когда уровень воды поднимался на 6,5 метров выше нормального уровня.

#### XXI век
Начиная с 2008 года были начаты работы по переустройству всех кварталов города. Многочисленные изменения должны сделать жизнь в городе более привлекательной и удобной для горожан. В городе будет построено множество домов, образуя новые улицы и проспекты.
В 2009 году Фестиваль марионеточных театров, проходящий в Шарлевиле с 1961 года, получил статус двухгодичного события.

## Административное деление
Как многие крупные города Франции, Шарлевиль-Мезьер разделен на пять кантонов, причем к каждому из них принадлежат также соседние населенные пункты. При этом сам город считается административным центром лишь четырёх из пяти кантонов.

## Экономика
В Шарлевиле находится производство комплектующих автомобилестроительного концерна PSA Peugeot Citroën, на котором работает 2400 горожан.

## Транспорт

### Железнодорожный транспорт
В городе находится одноимённая железнодорожная станция Шарлевиль-Мезьер. Через неё проходят маршруты как скоростных магистральных поездов TGV, так и региональных поездов TER.
Начиная с июня 2007 года введена в строй высокоскоростная железнодорожная линия LGV Est для скоростных поездов TGV, проходящая через Реймс. Теперь, чтобы добраться из Парижа до Шарлевиль-Мезьера, требуется 1 час 35 минут. Ежедневно выполняется три рейса (туда-обратно) в столицу Франции.
Ещё имеется железнодорожная ветка в направлении коммуны Живе и далее в Бельгию, но она не обслуживается на территории Бельгии, просто поддерживается в рабочем состоянии (TER, затем пересадка на автобус).
Железнодорожное сообщение с департаментом Нор и регионом Лотарингия выполняется региональными поездами TER.

### Городской транспорт
Городской транспорт в Шарлевиль-Мезьер представлен сетью автобусных маршрутов, которые обслуживает транспортная компания ТАС (Transport de l’agglomération de Charleville-Mézières). Сеть состоит из семи маршрутов, охватывающих весь город и большую часть пригородных районов.

### Речной транспорт
Маас — судоходная река. Тем не менее, речные перевозки в городе сейчас имеют преимущественно туристическую направленность. К набережным города швартуются различные прогулочные судна, переделанные из речных барж.

## Культурное и историческое наследие

### Светские и религиозные объекты
- Герцогская площадь, находящаяся в центре города Шарлевиль, была создана в 1606 году архитектором Клементом Метезо, по заказу герцога Карла Гонзага. Все здания на площади расположены симметрично, все крыши, разрушенные бомбардировками во время войны, восстановлены (или проходят восстановление), дабы подчеркнуть почти идеальную симметрию.
- В настоящее время префектура департамента Арденны (старинный дворец Турнель, возведённый семьёй Гонзага) размещается в зданиях Королевской инженерной школы Мезьера, где обучались практически все военные инженеры дореволюционной Франции.

- Старая мельница была возведена в 1626 году по решению герцога Карла Гонзага. Здание строил каменщик Клод Брио по проекту архитектора Клемента Метезо. Мельница была введена в строй в 1627 году. Монументальность этого сооружения, совсем не характерная для мельниц, была вызвана желанием получить фасад в стиле porte de France. Значительная высота здания объясняется большой разницей между уровнем Герцогской площади и рекой Маас. А по задумке архитектора, здание должно быть видно со стороны площади. Изначально мельничные жернова приводились в действие двумя гидравлическими колёсами, размещенными в водосборных каналах. В 1754 году на мельнице был пожар. В период Великой французской революции мельница была национализирована и затем продана. Изменение русла Мааса в 1876 году повлекло за собой остановку работы мельницы в 1887 году. В 1969 году в здании был устроен муниципальный музей Артюра Рембо[7].
- Здание ратуши (фр. Hôtel de Ville) Мезьера находилось под ожесточённым артиллерийским обстрелом 10 и 11 ноября 1918 года. После этого обстрела весь город наполовину был стёрт с лица земли. По окончании Первой мировой войны городские власти решили освободить участок земли для разбивки площади, на которой можно было бы возвести новую ратушу. Большая площадь ратуши (квартал в Мезьере), выдержанная в стиле ар-деко (1933 год), разделяет два стоящих лицом к лицу здания, одно является городской ратушей, второе, для гармонии ансамбля, жилым зданием. Решение о строительстве новой ратуши было принято 28 декабря 1923 года, а уже 25 февраля 1925 года был утверждён проект строительства. Проект был выполнен в неоготическом стиле, были предусмотрены дозорная башня, множество башен и пинаклей. 9 октября 1927 года, Андре Тардьё, занимавший в то время пост Министра общественных работ, принял участие в торжественном открытии в Мезьере Мемориала павшим, моста Виктории и заложил первый камень в здание новой ратуши. Строительство было завершено в 1930 году и 16 июля 1933 года Президент республики Альбер Лебрен прибыл в Мезьер для торжественного открытия новой ратуши и городской больницы.
- Базилика Нотр-Дам д'Эсперанс с 1910 года имеет статус национального исторического памятника. Церковь построена в стиле Пламенеющей готики и Возрождения. Её возведение было начато в 1499 году, а уже в 1570 году король Франции Карл IX здесь сочетался браком с Елизаветой Австрийской. В базилике имеется множество интересных объектов: статуя чёрной мадонны, орган, витраж работы Рене Дюррбаха[8]. С недавнего времени в церкви проходят реставрационные работы.
- Площадь place Jacques-Felix прежде носила имя Сельской площади. Именно здесь находился колледж Святой Гробницы, где учился французский поэт Артюр Рембо. Это здание позже стало муниципальной библиотекой, а в 2008 году было преобразовано в медиатеку. В эпоху Рембо здание колледжа имело купол, который обрушился в начале XX века и так и не был восстановлен.

### Культурные объекты
- Музей Рембо расположен в здании Старой мельницы на реке Маас. Здесь представлены оригиналы произведений поэта, к примеру, переведённый Гумилёвым, сонет «Гласные».
- Музей Арденн располагается между Герцогской площадью и площадью Уинстона Черчилля. В постоянной экспозиции музея представлены исторические коллекции, множество археологических находок, а также изделия местных мастеров. Также в музее регулярно проходят временные выставки.
- Le Grand Marionnettiste (Большой кукловод), расположенный на подступах к площади Уинстона Черчилля, является скорее не музеем, а аттракционом, символизирующим приверженность Шарлевиль-Мезьера маринеточным театрам. Это автомат высотой 10 метров, выполненный Жаком Монестье[9], каждый день с 10 часов и до 21 часа представляет сцены из эпической французской поэмы про Четырёх сыновей Эмона. Каждую субботу в 21:15 публике представляются все 12 сцен, составляющих эту старинную легенду XII века. Посетители музея Арденн имеют возможность заглянуть за кулисы этого автомата.
- Maison des Ailleurs расположен в доме, где жила семья Артюра Рембо. Здесь мы можем последовать за путешествиями поэта, о которых рассказывают тексты и изображения, проецируемые на стены и полы.

## Города-побратимы
- Невер, Франция
- Мантуя, Италия
- Дюльмен, Германия
- Ойскирхен, Германия
- Нордхаузен, Германия
- Иида, Япония
- Харэр, Эфиопия

## Известные уроженцы
- Антуан Луи Дюже (1797—1838) — французский акушер и зоолог.
- Артюр Рембо, поэт; родился в 1854 году в Шарлевиле в доме 12 по улице rue Napoléon (переименованная впоследствии в rue Thiers, а ещё позже в rue Pierre Bérégovoy).
- Леон Ренье (1809—1885) — французский филолог.

## Интересные факты
- Олег Митяев посвятил городу песню «Шарлевиль».
- В 2004 году газетой «Экип» город был избран в качестве самого спортивного города Франции.